# Pierre Saint-Sevin
Pierre Saint-Sevin zvaný L'Abbé l'aîné, nebo Labbé (1. května 1695 Bordeaux – květen 1768 Paříž) byl francouzský violoncellista a hudební skladatel.

## Život
Pierre Saint-Sevin se narodil 1. května 1695 v Bordeaux. Byl synem Michela Saint-Sevina a Marguerity Barrière. Do Paříže přijel před rokem 1719, kdy se oženil s Élisabethou Lesuisse. Vystupoval sólově a na jarmarečním divadle. Roku 1727 vstoupil do Académie royale de musique. Brzy se stal členem královského dvorního souboru (Chambre du roi) a od roku 1728 působil v proslulé skupině známé jako Bande des 24 violons. Zde zůstal až do roku 1756, kdy odstoupil.
Příležitostně hrál v Sainte-Chapelle, a pravděpodobně se účastnil královniných koncertů na zámku Marly jako viollon de chelle.
Jeho bratr Philippe Pierre byl rovněž violoncellistou a skladatelem podobně jako synovec Joseph-Barnabé Saint-Sevin, zvaný L'Abbé le Fils.

## Dílo
Roku 1726 napsal operu comique Amours déguisés pro jarmareční divadlo na námět Lesage, Fuzeliera a d'Ornevala.
Roku 1729 jej Joseph Bodin de Boismortier požádal, aby revidoval jeho Šest sonát pro violoncello, op. 25.